# Gensui
Il titolo di gensui (元帥) (spesso tradotto come "maresciallo") è stato il più alto titolo della Marina e dell'Esercito imperiale giapponesi prima della seconda guerra mondiale.

Insegne appartenenti al grado di Gensui

Il termine era in origine il nome del rango di Saigō Takamori nel 1873, in qualità di comandante dell'esercito. Tuttavia, nel maggio di quell'anno, Saigō fu declassato al rango di generale e gensui passò a indicare un rango sì elevato ma largamente onorifico, di solito conferita per servizio esemplare all'imperatore del Giappone.
Il titolo per i generali dell'esercito era "maresciallo generale d'armata" (元帥陸軍大将, Gensui Rikugun Taishō) che può essere paragonato a feldmaresciallo o al titolo di Maresciallo di Francia dell'Esercito francese. Per gli ammiragli il titolo era maresciallo ammiraglio (元帥海軍大将 , Gensui Kaigun Taishō), corrispondente ai gradi occidentali di Großadmiral, Grande ammiraglio o ammiraglio della flotta. Le denominazioni e la sequenza gerarchica dei gradi giapponesi erano le stesse sia per l'Esercito imperiale sia per la Marina: l'unica distinzione era la collocazione della parola Rikugun ("esercito") o Kaigun ("marina") prima del nome del grado.
Chi veniva investito del titolo di gensui aveva le stesse insegne di grado di generale o di ammiraglio, ma si distingueva per una placca smaltata appuntata sul petto, sulla quale vi erano al centro delle foglie di Paulonia con gli stendardi incrociati dell'esercito imperiale ai lati la bandiera di guerra della Marina giapponese e sormontate dal sigillo imperiale; inoltre coloro che avevano il titolo di gensui erano anche autorizzati ad indossare in particolari cerimonie la spada da samurai.
Il titolo è stato assegnato a un totale di diciassette generali e tredici ammiragli, alcuni dei quali promossi a questo rango a titolo postumo l'anno della loro morte.
Durante il periodo Meiji, il titolo è stato assegnato a cinque generali e tre ammiragli, a sei generali e sei ammiragli durante il periodo Taishō e a sei generali e quattro ammiragli durante il periodo Shōwa. Alcuni furono promossi a questo rango a titolo postumo l'anno della loro morte.
Del titolo di gensui è stato insignito anche il sovrano britannico Giorgio V il 28 ottobre 1918.

## Storia

### 1871–1873

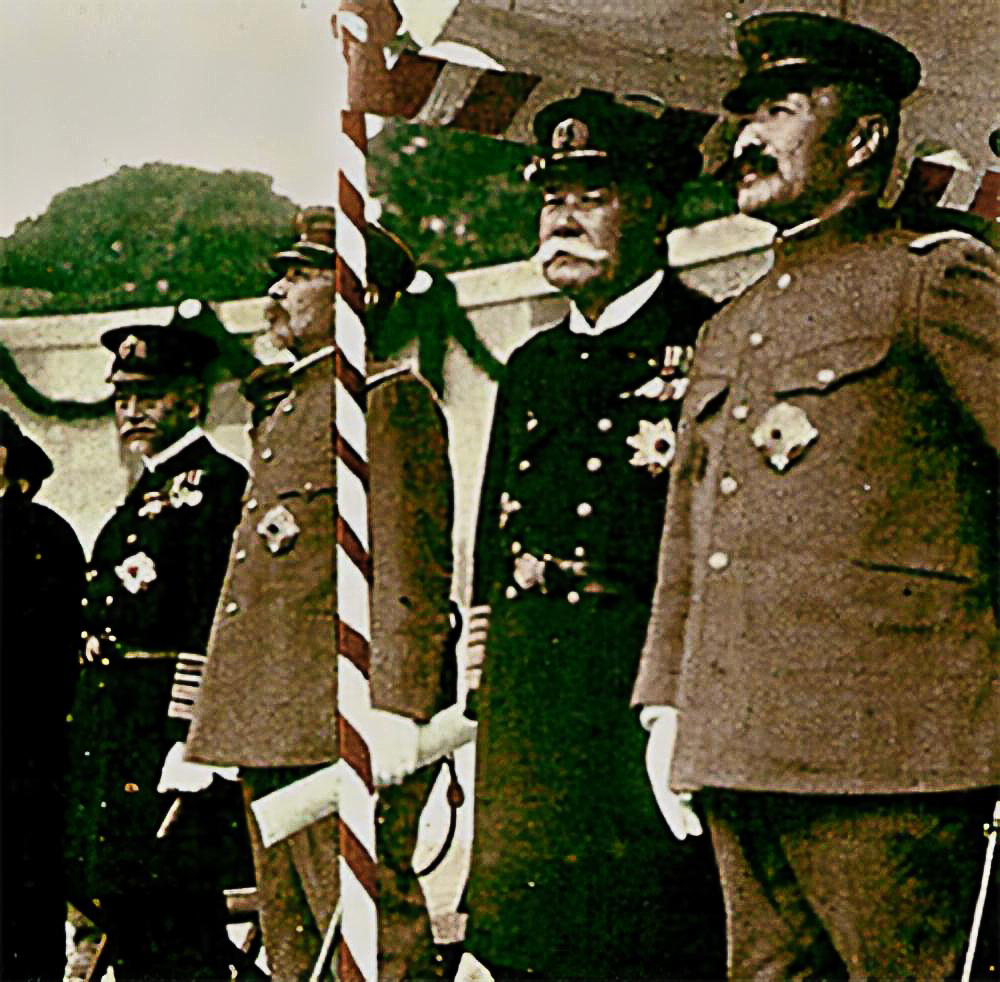
I Gensui Tōgō Heihachirō, Oku Yasukata, Inoue Yoshika e Kawamura Kageaki alla cerimonia per l'inaugurazione della statua in bronzo in onore di gensui Ōyama Iwao, 1917

Nell'agosto 1871 sono stati introdotti i titoli dei due ufficiali Dai-Gensui (大元帥  "Grande-Gensui") e Gensui. Il Dai-Gensui era il comandante dell'esercito e della marina e il Gensui dell'esercito. Poco tempo dopo questo è stato corretto o chiarito che il Dai-Gensui era il titolo onorario dell'imperatore come comandante di entrambe le forze armate nell'evento di una campagna personalmente condotta e Gensui del principe ereditario e ministro equivalente.
Il 20 luglio 1872 Yamagata Aritomo diede le dimissioni a causa dello scandalo Yamashiroya (山城屋事件, Yamashiroya-jiken) come comandante della guardia imperiale (近衛都督, konoe totoku). Poi l'incarico è stato affidato a Saigō Takamori e gli è stato dato il titolo di Rikugun Gensui (陸軍元帥, "Gensui dell'Esercito"), che corrisponde grosso modo al posto di ministro dell'esercito. Tuttavia c'era ancora il posto ufficiale di Ministro della Guerra (陸軍卿, Rikugun-kyō) nel gabinetto di governo, così in modo che le due cariche andassero in parallelo, a Saigō è stato aggiunto il titolo di Rikugun Gensui ricevuto dal Gran Cancelliere (Daijō Daijin) Sanjō Sanetomi. Anche se non era stato stabilito, fu aggiunto che dipendeva anche da quest'ultimo.
Per stabilire una chiara catena di comando in data 8 maggio 1873 furono ancora aboliti entrambi i titoli. Tuttavia il termine di Dai-Gensui per l'Imperatore del Giappone nella sua qualità di comandante in capo è stato ancora utilizzato con questo significato.

### 1898–1945
Il 20 gennaio 1898 è stato adottato un editto imperiale che istituisce il Gensui-fu (元帥府). Inoltre, assieme al Consiglio militare supremo (軍事参議院, gunji sangiin) fondato nel 1903, è stato uno dei due corpi che hanno consigliato il Tenno in campo militare. I suoi membri erano solo generali (陸軍大将, rikugun taishō) e ammiragli (海軍大将, kaigun taishō), che ricevettero il titolo onorifico di Gensui prefisso al loro rango.

## Lista deigensui

### Gensui dell'esercito
| N° | Immagine | Nome           | giapponese | Date di nascita e morte | promozione                   | provenienza |
| -- | -------- | -------------- | ---------- | ----------------------- | ---------------------------- | ----------- |
| 1  |          | Saigō Takamori | 西郷 隆盛  | 1828–1877               | 20 luglio 1872–8 maggio 1873 | Kagoshima   |

### Gensui dell'Esercito Imperiale[6]
| N° | Immagine | Nome                        | giapponese     | Date di nascita e morte | promozione                | provenienza        |
| -- | -------- | --------------------------- | -------------- | ----------------------- | ------------------------- | ------------------ |
| 1  |          | Principe Komatsu Akihito    | 小松宮彰仁親王 | 1846–1903               | 20 gennaio 1898           | Yamaguchi          |
| 2  |          | Principe Yamagata Aritomo   | 山県 有朋      | 1838–1922               | 20 gennaio 1898           | Famiglia imperiale |
| 3  |          | Principe Ōyama Iwao         | 大山 厳        | 1842–1916               | 20 gennaio 1898           | Kagoshima          |
| 4  |          | Marchese Nozu Michitsura    | 野津 道貫      | 1841–1908               | 31 gennaio 1906           | Kagoshima          |
| 5  |          | Conte Oku Yasukata          | 奥 保鞏        | 1847–1930               | 24 ottobre 1911           | Fukuoka            |
| 6  |          | Conte Hasegawa Yoshimichi   | 長谷川 好道    | 1850–1924               | 9 gennaio 1913            | Yamaguchi          |
| 7  |          | Principe Fushimi Sadanaru   | 伏見宮貞愛親王 | 1858–1923               | 9 gennaio 1913            | Famiglia imperiale |
| 8  |          | Barone Kawamura Kageaki     | 川村 景明      | 1850–1926               | 9 gennaio 1913            | Kagoshima          |
| 9  |          | Conte Masatake Terauchi     | 寺内 正毅      | 1852–1919               | 24 giugno 1916            | Yamaguchi          |
| 10 |          | Principe Kanin Kotohito     | 閑院宮載仁親王 | 1865–1945               | 12 dicembre 1919          | Famiglia imperiale |
| 11 |          | Barone Uehara Yūsaku        | 上原 勇作      | 1856–1933               | 27 aprile 1921            | Miyazaki           |
| 12 |          | Principe Kuni Kuniyoshi     | 久邇宮邦彦王   | 1873–1929               | 27 gennaio 1929 (postuma) | Famiglia imperiale |
| 13 |          | Principe Nashimoto Morimasa | 梨本宮守正王   | 1874–1951               | 8 agosto 1932             | Famiglia imperiale |
| 14 |          | Barone Nobuyoshi Mutō       | 武藤 信義      | 1868–1933               | 3 maggio 1933             | Saga               |
| 15 |          | Conte Hisaichi Terauchi     | 寺内 寿一      | 1879–1946               | 21 giugno 1943            | Tōkyō              |
| 16 |          | Hajime Sugiyama             | 杉山 元        | 1880–1945               | 21 giugno 1943            | Fukuoka            |
| 17 |          | Shunroku Hata               | 畑 俊六        | 1879–1962               | 2 giugno 1944             | Fukushima          |

### Gensui della Marina Imperiale[6]
| N° | Immagine | Nome                             | giapponese          | Date di nascita e morte | promozione               | provenienza        |
| -- | -------- | -------------------------------- | ------------------- | ----------------------- | ------------------------ | ------------------ |
| 1  |          | Marchese Tsugumichi Saigō        | 西郷 従道/西郷 從道 | 1843–1902               | 20 gennaio 1898          | Kagoshima          |
| 2  |          | Conte Itō Sukeyuki               | 伊東 祐亨           | 1843–1914               | 31 gennaio 1906          | Kagoshima          |
| 3  |          | Visconte Inoue Yoshika           | 井上 良馨           | 1845–1929               | 31 ottobre 1911          | Kagoshima          |
| 4  |          | Marchese Tōgō Heihachirō         | 東郷 平八郎         | 1847–1934               | 21 aprile 1913           | Kagoshima          |
| 5  |          | Principe Arisugawa Takehito      | 有栖川宮威仁親王    | 1862–1913               | 7 luglio 1913 (postuma)  | famiglia imperiale |
| 6  |          | Barone Gorō Ijūin                | 伊集院 五郎         | 1852–1921               | 26 maggio 1917           | Kagoshima          |
| 7  |          | Principe Higashifushimi Yorihito | 東伏見宮依仁親王    | 1867–1922               | 27 giugno 1922 (postuma) | famiglia imperiale |
| 8  |          | Barone Hayao Shimamura           | 島村 速雄           | 1858–1923               | 8 gennaio 1923 (postuma) | Kochi              |
| 9  |          | Barone Tomosaburō Katō           | 加藤 友三郎         | 1861–1923               | 24 agosto 1923 (postuma) | Hiroshima          |
| 10 |          | Principe Hiroyasu Fushimi        | 伏見宮博恭王        | 1875–1946               | 27 maggio 1932           | famiglia imperiale |
| 11 |          | Isoroku Yamamoto                 | 山本 五十六         | 1884–1943               | 18 aprile 1943 (postuma) | Niigata            |
| 12 |          | Osami Nagano                     | 永野 修身           | 1880–1947               | 21 giugno 1943           | Kochi              |
| 13 |          | Mineichi Kōga                    | 古賀 峯一           | 1885–1944               | 31 marzo 1944 (postuma)  | Saga               |

### Dai-Gensui[6]
Il titolo di Dai Gensui traducibile con Gran maresciallo e comparabile a quello di generalissimo o Reichsmarschall era riservato all'Imperatore. Il corrispondente italiano in epoca fascista era quello di Primo maresciallo dell'Impero riservato solamente al Re Vittorio Emanuele III e a Mussolini, titolo abolito dall'Italia dopo la seconda guerra mondiale.
L'ultimo ad essere insignito del titolo Dai Gensui è stato l'imperatore Hirohito che lo assunse nel 1926 quando ascese al Trono del crisantemo e lo mantenne fino al 15 agosto 1945 quando il Giappone si arrese agli alleati; il titolo venne abolito nel 1947.
| Immagine | Nome              | giapponese                | Date di nascita e morte           | In carica            | Note                                                                                |
| -------- | ----------------- | ------------------------- | --------------------------------- | -------------------- | ----------------------------------------------------------------------------------- |
|          | Imperatore Meiji  | (明治天皇?, Meiji Tennō)  | 3 novembre 1852 – 30 luglio 1912  | 1872-1873; 1889-1912 | Istituzione del titolo di Dai-Gensui                                                |
|          | Imperatore Taishō | (大正天皇?, Taishō tennō) | 31 agosto 1879 – 25 dicembre 1926 | 1912-1926            |                                                                                     |
|          | Imperatore Shōwa  | (昭和天皇?, Shōwa Tennō)  | 29 aprile 1901 – 7 gennaio 1989   | 1926-1945            | Mantenne il titolo fino al 15 agosto 1945 quando il Giappone si arrese agli alleati |